# روجر بيلون
روجر بيلون (بالفرنسية: Roger Bellon)‏ هو مؤلف موسيقى ومنتج أفلام فرنسي.

## حياته السابقة
عندما كان روجر في الثامنة من عمره تلقى دروسه الأولى في العزف على البيانو والتأليف. حصل روجر بيلون على درجة البكالوريوس في الموسيقى من كلية بيركلي للموسيقى، درس روجر الموسيقى عند غاري بيرتون، ومايك جيبس و هيرب بوميروي.

## روابط خارجية
- روجر بيلون على موقع IMDb (الإنجليزية)
- روجر بيلون على موقع ميوزك برينز (الإنجليزية)
- روجر بيلون على موقع ديسكوغز (الإنجليزية)
- روجر بيلون على موقع قاعدة بيانات الفيلم (الإنجليزية)